# Four Seasons of Love
Albums de Donna Summer
A Love Trilogy
(1976) I Remember Yesterday
(1977)
Four Seasons of Love est le quatrième album de Donna Summer, sorti en octobre 1976. Comme son titre l'indique, il est bâti autour d'un concept reliant les étapes d'une relation amoureuse aux quatre saisons.

## Titres
Toutes les chansons sont de Pete Bellotte, Giorgio Moroder et Donna Summer.

### Face 1
1. Spring Affair – 8:32
2. Summer Fever – 8:08

### Face 2
1. Autumn Changes – 5:30
2. Winter Melody – 6:30
3. Spring Reprise – 3:53